# Jean-François Robert (peintre)
Ne doit pas être confondu avec Jean-François Robert.
Pour les articles homonymes, voir Robert (patronyme).
Jean-François Robert, né le 2 juin 1778 à Chantilly et mort le 9 mars 1870 à Sèvres, est un peintre français.

## Biographie
Jean-François Robert est le fils de Jean-Rémy Robert, maréchal ferrant, et de Marie Marguerite Caron. 
Il est peintre à la manufacture de Sèvres.
En 1801, il épouse Louise Sophie Pithou, la fille du peintre Nicolas-Pierre Pithou. Leurs enfants Julie Palmyre et Alphonse Robert sont également peintres.
Entre 1808 et 1809, il réalise une vingtaine d'assiettes pour le service particulier de l'empereur Napoléon, aux Tuileries.
Veuf en 1845, il épouse en 1862, en secondes noces, Marie Angélique Leroy.
Il meurt à son domicile, à l'âge de 92 ans.

## Galerie

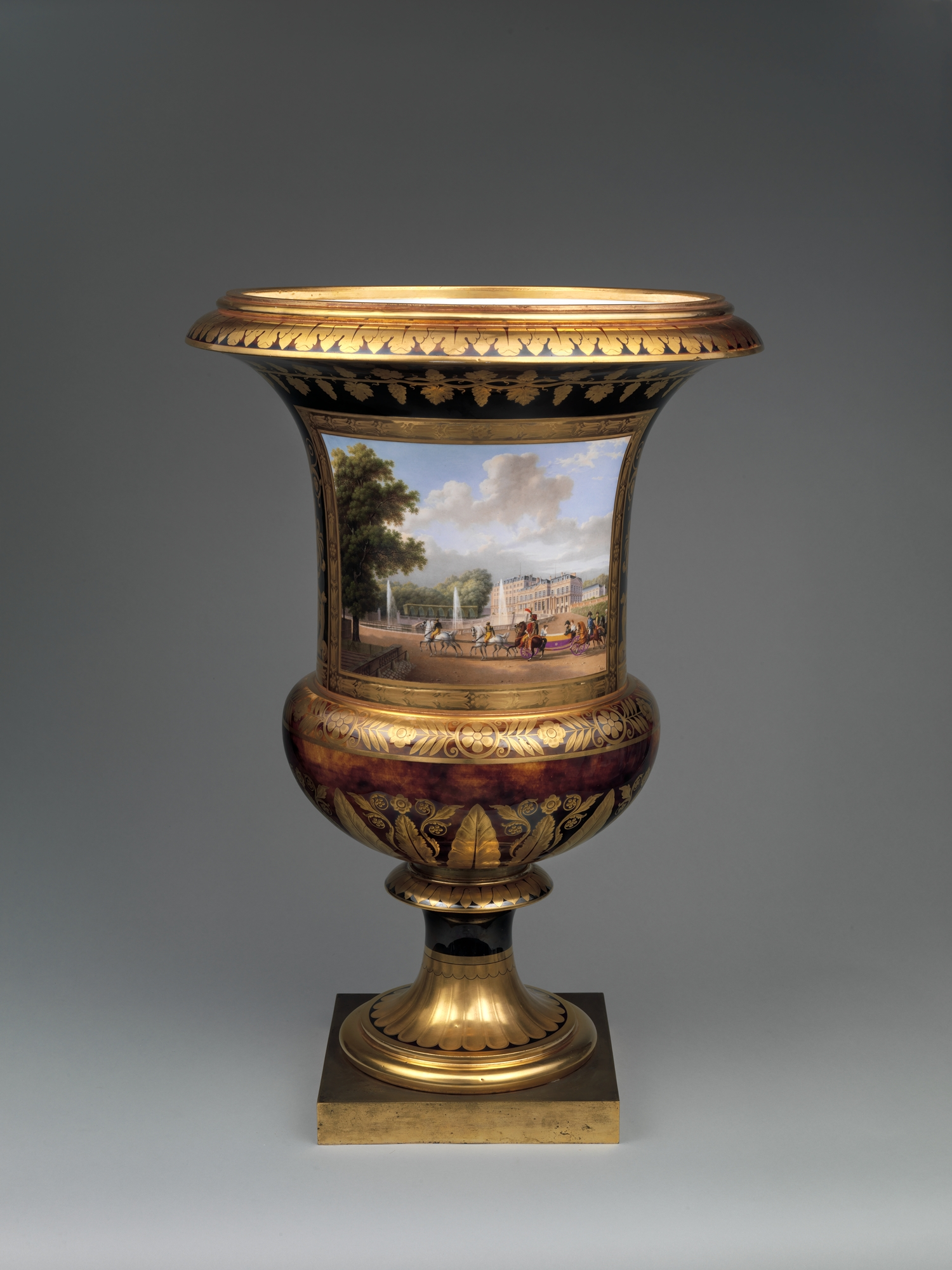